# József Gurovits
József Gurovits (Budapest, 23 de noviembre de 1928-Zúrich, 3 de marzo de 2021) fue un deportista húngaro que compitió en piragüismo en la modalidad de aguas tranquilas.
Participó en los Juegos Olímpicos de Helsinki 1952, obteniendo una medalla de bronce en la prueba de K2 10 000 m (junto con Ferenc Varga).

## Palmarés internacional
| Juegos Olímpicos | Juegos Olímpicos     | Juegos Olímpicos  | Juegos Olímpicos |
| Año              | Lugar                | Medalla           | Competición      |
| ---------------- | -------------------- | ----------------- | ---------------- |
| 1952             | Helsinki (Finlandia) | Medalla de bronce | K2 10 000 m      |